# Inseparables (pel·lícula)
Inseparables (títol original en anglès Dead Ringers) és una pel·lícula canadenco-estatunidenca de David Cronenberg estrenada el 1988 i doblada al català.

## Argument
Dos ginecòlegs reputats són bessons idèntics. Ho comparteixen tot, fins i tot les dones. Quan Claire, una jove, consulta Beverly, un dels bessons, aquest se n'enamora i es nega a compartir-la. És el començament d'un descens cap a la bogeria.

## Repartiment
- Jeremy Irons: Beverly Mantle / Elliot Mantle
- Geneviève Bujold: Claire Niveau
- Heidi von Palleske: Cary
- Barbara Gordon: Danuta
- Shirley Douglas: Laura
- Stephen Lack: Anders Wolleck
- Nick Nichols: Leo
- Lynne Cormack: Arlene
- Damir Andrei: Birchall
- Miriam Newhouse: Sra. Bookman
- David Hughes: Vigilant
- Richard W Farrell: Degà de la facultat de medicina
- Warren Davis: Vigilant classe d'anatomia
- Jonathan Haley: Beverly a l'edat de 9 anys
- Nicholas Haley: Elliot a l'edat de 9 anys

## Premis i nominacions
- Gran Premi en el Festival Internacional de Cinema Fantàstic d'Avoriaz 1989.
- Premi al millor actor (Jeremy Irons) i nominació al preu de la millor pel·lícula, en el festival Fantasporto 1989.
- Nominació al premi de la millor pel·lícula de terror, millor guió, millor actor (Jeremy Irons), millor música i millor vestuari, en l'Acadèmia de cinema de ciència-ficció, fantàstica i de terror 1990.